# Max Roden
Max Roden (eigentlich Max Rosenzweig; geboren 21. Juli 1881 in Wien, Österreich-Ungarn; gestorben 22. März 1968 in New York City) war ein österreichischer Schriftsteller und Journalist.

## Leben und Wirken
Roden, der Teile seiner Kindheit und Jugend in China (Shanghai) verbracht hatte, studierte Mathematik, Physik und Chemie in seiner Geburtsstadt Wien. Von 1906 bis 1938 war er in Wien als Redakteur und Kunstreferent für die Oesterreichische Volkszeitung tätig. Als Schriftsteller veröffentlichte er bis 1937 knapp ein Dutzend Gedichtbände, vereinzelt auch Prosatexte und Dramen. Unmittelbar nach der Annexion Österreichs durch das nationalsozialistische Deutschland heiratete er im März 1938 in zweiter Ehe die bildende Künstlerin Sascha Kronburg. Das Paar emigrierte in die USA und ließ sich 1940 in New York City nieder, wo Roden als freier Journalist unter anderem für die Wiener Zeitung tätig war. Im letzten Lebensjahrzehnt erschienen bei österreichischen Verlagen drei weitere Gedichtbände. Roden starb 1968 in New York.

## Literarisches Werk (Auswahl)
- Frühlingsgarten. Gedichte. Wien 1906.
- Erlösendes Lied. Gedichte. Amalthea, Wien, Leipzig / Zürich 1922.
- Vom Urgrund her. Johannespresse, Wien 1935.
- Tod und Mond und Glas. Neue Gedichte. Bergland, Wien 1959.
- Imagina. Gedichte. Bergland, Wien 1964.